# Dubiaranea margaritata
Dubiaranea margaritata là một loài nhện trong họ Linyphiidae. Loài này được phát hiện ở Colombia và Venezuela.